# Dvärgbjörk
Dvärgbjörk (Betula nana) är en art i björksläktet. Artnamnet nana kommer från latinets nanus som betyder "dvärg" eller "dvärglik". 
Detta träd är en typisk fjällväxt, men kan förekomma ända nere i Skåne. Dvärgbjörk var en av första växterna som vandrade in i Sverige efter istiden. Första fynduppgift publicerades i Sverige 1685 (Nordstedt 1920).
Utbredningsområdet sträcker sig över Central- och Nordeuropa och över norra Asien inklusive öar vid gränsen av Norra Ishavet. Några exemplar i norra Kanada tillhör kanske denna art. Dvärgbjörk hittas i låglandet och i bergstrakter upp till 2200 meter över havet. Den växer i södra delen av regionen ofta intill Sphagnetum megellanici och tallar.
Dess små, små, runda löv skiljer sig avsevärt från löven på släktingarna vårtbjörk och glasbjörk.
För beståndet är inga hot kända. Hela populationen anses vara stabil. IUCN listar arten som livskraftig (LC).
Kromosomtalet är 2n = 28.

## Bygdemål
| Namn                  | Område              | Ref.              | Förklaring                                                                                 |
| --------------------- | ------------------- | ----------------- | ------------------------------------------------------------------------------------------ |
| Fjellrapa             | Dalarna             | [ 2 ]             |                                                                                            |
| Fredagsbirk           | Småland             | [ 3 ]             | Se a)                                                                                      |
| Fredagsbjörk          | Småland             | [ 4 ]             | Se a)                                                                                      |
| Fredagsris            | Västerbotten        | [ 3 ] [ 4 ]       | Se a)                                                                                      |
| Kjellingbjerk         | Västerbotten        |                   |                                                                                            |
| Klingris              | Västerbotten        | [ 2 ] [ 4 ] [ 5 ] |                                                                                            |
| Långfredagsbjörk      | Småland             | [ 6 ]             | Se a)                                                                                      |
| Källingris Kärringris | Jämtland            | [ 2 ]             |                                                                                            |
| Rupris                | Närke, Västerbotten | [ 4 ]             | rup = dialektalt namn på såväl ripa som snöripa. Rupris är alltså ett ris där ripor finns. |
| Vivang                | Närke, Värmland     | [ 2 ] [ 4 ]       |                                                                                            |

a) De namn som innehåller förleden Fredag- bygger på en legend om att Jesus Kristus på långfredagen i påskveckan skulle av bödlarna under vägen till korsfästelseplatsen på Golgata ha blivit piskad med björkspön. Gud skulle därför ha förbannat de björkar, varifrån spön tagits, så att dess avkomlingar skulle bli dvärgar, som inte räckte till att göra spön av. (I en variant av legenden var det en ursprungligt reslig björk, som genom förbannelsen krympte till dvärgväxt, sedan bödelsknektarna brutit kvistar till ett ris.)